# Níšápúr
Níšápúr (persky شهر نیشاپور‎, středopersky Névšáhpuhr) je město v severovýchodní části íránské provincii Chorásán-e Razaví, které se nachází na úpatí hory Bínálúd 112 km západně od správního města Mašhad.

## Historie
Níšápur byl založen ve 3. století n. l. sásánovským králem Šápúrem I. a zaujímal strategickou polohu na hedvábné stezce. Ve středoperštině zní název města Névšáhpuhr což překladu znamená Šápúr je zdatný. V 7. století dobyli město Arabové. V 9. století se Níšápúr stal hlavním městem táherovské dynastie. Ve 13. století dobyli město Mongolové.

## Hospodářství
Ekonomika je založena na produkci bavlny a obilí. Níšápúr je také druhé největší průmyslové město Chorásánu. Významná je také těžba tyrkysů v nedalekých dolech. V poslední době je zde velice rozšířen obchod s narkotiky ze sousedního Afghánistánu.